# 披针叶铁线莲
披针叶铁线莲（学名：Clematis lancifolia）为毛茛科铁线莲属下的一个种。其种加词“lancifolia”意为“披针叶的”。